# Авторско право
 За списанието вижте Авторско право (списание).  
Авторското право е правен институт част от правото на интелектуална собственост на гражданското право. Представлява система от правни норми, уреждащи, регулиращи и защитаващи отношенията, възникнали при или по повод създаването и използването на научни, литературни, художествени и други произведения продукт на интелектуален труд.
Авторското право в общ смисъл е правото на автора върху произведението му, като то бива третирано в неимуществен и имуществен аспект. Първият осигурява признание на автора, а вторият – извличане на материални облаги.

## Обхват, обект, времетраене
Обхватът на авторските права се определя спрямо понятието „автор“ и съответните законово признати обекти. Прехвърлянето на имуществените права създава категорията „носители на авторско право“, докато неимуществените права са неотчуждими, освен в някои предвидени от закона случаи (ЗАПСП Чл. 16)

### Автор и носители на авторско право
Автор е физическото лице, в резултат на чиято творческа дейност е създадено произведение на литературата, изкуството или науката.

### Обекти на авторско право
Кои са обектите на авторското право се определя в чл. 3 от Закона за авторското право и сродните му права (ЗАПСП). Ал. 1 съдържа легалната дефиниция на понятието обект на авторско право – това са произведения на литературата, изкуството или науката, които са резултат от творческа дейност и са изразени по какъвто и да е начин и в каквато и да е обективна форма.
Следва и примерно (неизчерпателно) изброяване на видовете обекти на авторското право.

#### Какво не е обект на авторско право
Не са обект на авторско право нормативните и индивидуални актове на държавни органи (закони, наредби, постановления, правилници, заповеди и пр.), както и официалните им преводи, както и всякакви идеи и концепции, фолклорни творби, новини, факти, сведения и данни.

### Времетраене на авторското право
Авторското право се закриля за определен срок от време. Съществуват и идеи за „вечна“ закрила на авторските права, но те нямат широко разпространение на практика в законодателствата на държавите (Никарагуа).
Различните държави предвиждат различен срок на времетраене на авторското право. Обикновено се цели да се защитят интересите на най-близките поколения наследници на автора. Сроковете се колебаят между 25 и 80 години, като тенденцията е за удължаване периода на закрила.
Според чл. IV на Универсалната конвенция за авторско право „срокът на закрила на произведения, защитени по тази Конвенция, не може да бъде по-кратък от живота на автора и двадесет и пет години след неговата смърт“.
Бернската конвенция за закрила на литературните и художествените произведения предвижда в чл. 7, ал. 1 минимален срок на закрила 50 години след смъртта на автора – горе-долу, колкото е средната продължителност на живота на 2 поколения наследници на автора. Сроковете започват да текат от 1 януари на годината, следваща смъртта на автора. Ако авторът е неизвестен, срокът започва да тече от 1 януари на годината, следваща публичното разгласяване на произведението.
В България времетраенето на авторското право е уредено в Глава шеста на ЗАПСП. То е съобразено с изискванията на Бернската конвенция, по която България е страна, а също и с Европейското споразумение за асоцииране. Времето, през което авторското право се закриля, се различава според това дали авторът (напр. писател, художник и т.н.) е известен, или не. В първия случай закрилата е до 70 години след смъртта на автора. Във втория случай – 70 години от първото разгласяване (напр. публикуване) на произведението. Ако обаче в този срок авторът стане известен или псевдонимът му не буди съмнение относно личността му – тогава се прилагат правилата според първия случай. При съавторство срокът започва да тече от смъртта на последния преживял съавтор.
При компютърните програми и бази данни, които са създадени в рамките на трудови правоотношения, носител на авторското право е работодателят, освен ако не е уговорено друго. Срокът започва да тече от разгласяване на произведението. Ако обаче се установи конкретният автор. прилага се общите правила.
При филми – 70 години след смъртта на последния преживял измежду режисьора, сценариста, оператора, автора на диалога и автора на музиката, ако тя е била създадена специално за филма.
При т. нар. „сборни произведения“ – периодика, произведения излизащи на части, томове, епизоди и т.н. срокът тече поотделно от публикуването на всяка тяхна част.

## Обозначение за авторско право
Универсалната конвенция за авторското право, подписана в Женева на 6 септември 1952 г., въвежда обозначението за авторско право – латинска буква „С“, поставена в кръг.
Универсалната конвенция за авторско право е изменена и допълнена на 24 юли 1971 година в Париж, като в Член III, 1, е записано: „… носител на авторското право, съдържат знака ѝ, името на носителя на авторското право и годината на първата публикация; като знакът, името и годината следва да бъдат поставени по начин и на място, които да показват ясно, че авторското право е защитено.“

### В България
Съгласно Наредба № 16 за поставянето на знак за авторско право (отменена), издадена от председателя на Комитета за изкуство и култура, обн., ДВ, бр. 66 от 23.08.1977 г., на основание чл. 31, ал. 2 от Закона за авторското право (Изв., бр. 92 от 1951 г.) знакът за авторското право се състои от буквата С, заградена в кръгче, името на носителя на авторското право и годината на първото публикуване (чл. 2., ал. 1). При книгите, предназначени за неограничен кръг лица, и при нотните издания, ако носител на авторското право е български гражданин, към горепосочените елементи на нов ред се прибавя текстът: c/o Jusautor, Sofia (чл. 2., ал. 2).
Универсалната конвенция за авторско право, изменена и допълнена на 24.07.1971 г. в Париж, е ратифицирана в Република България с Указ № 2944 от 26.12.1974 г. на Държавния съвет на Народна република България – ДВ, бр. 1 от 3.01.1975 г.
В § 1 от ДР на Закона за авторското право и сродните му права (Обн., ДВ, бр. 56 от 29.06.1993 г., в сила от 1.08.1993 г., ... посл. изм., бр. 98 от 13.12.2019 г.) се регламентира, че носителят на авторското право, както и лице, на което е отстъпено изключителното право за използване на произведение, закриляно от този закон, могат да поставят на подходящо място върху екземплярите от произведението латинската буква "C", заградена в кръгче, пред своето име или наименование и годината на разгласяването.